# Egidio Luigi Lanzo
Egidio Luigi Lanzo (Caraglio, 21 giugno 1885 – Saluzzo, 29 gennaio 1973) è stato un vescovo cattolico italiano.

## Biografia
Il 22 settembre 1909 venne ordinato sacerdote; due anni dopo fu destinato alle missioni di Eritrea. Tornato in Italia divenne pro-segretario per le missioni a Roma e, in seguito, parroco a Torino della chiesa di Madonna di Campagna.
Il 9 agosto 1940 fu eletto alla chiesa titolare di Tiberiade e nominato vescovo ausiliare della sede suburbicaria di Sabina e Poggio Mirteto.
Il 22 gennaio 1943 divenne vescovo di Saluzzo. Morì a Saluzzo, dopo trent'anni di episcopato, il 29 gennaio 1973.

## Genealogia episcopale
La genealogia episcopale è:
- Cardinale Scipione Rebiba
- Cardinale Giulio Antonio Santori
- Cardinale Girolamo Bernerio, O.P.
- Arcivescovo Galeazzo Sanvitale
- Cardinale Ludovico Ludovisi
- Cardinale Luigi Caetani
- Cardinale Ulderico Carpegna
- Cardinale Paluzzo Paluzzi Altieri degli Albertoni
- Papa Benedetto XIII
- Papa Benedetto XIV
- Cardinale Enrico Enriquez
- Arcivescovo Manuel Quintano Bonifaz
- Cardinale Buenaventura Córdoba Espinosa de la Cerda
- Cardinale Giuseppe Maria Doria Pamphilj
- Papa Pio VIII
- Papa Pio IX
- Cardinale Alessandro Franchi
- Cardinale Giovanni Simeoni
- Cardinale Antonio Agliardi
- Vescovo Giacinto Arcangeli
- Cardinale Giuseppe Gamba
- Cardinale Maurilio Fossati, O.SS.G.C.N.
- Vescovo Egidio Luigi Lanzo, O.F.M.Cap.